# Darumbal
 (mars 2025).
Le peuple Darumbal, également orthographié Darambal ou Dharumbal, est un peuple aborigène australien qui occupait traditionnellement le centre du Queensland. Il utilise les dialectes darumbals. Les Darumbal des îles Keppel et des régions environnantes sont aussi nommés les Woppaburra ou Ganumi  , termes qui sont souvent utilisés de manière indifférente .

## Territoire

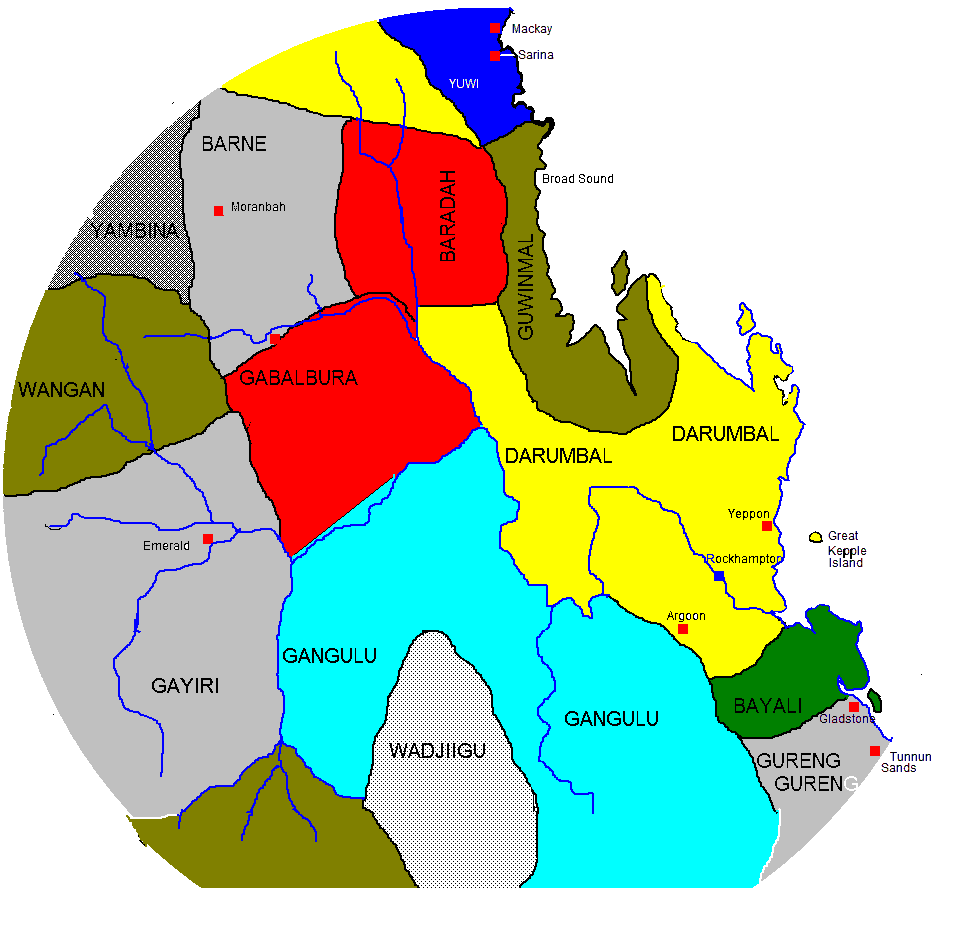
Aires traditionnelles des peuples aborigènes autour de Mackay, Rockhampton et Gladstone, Queensland

On estime que le territoire traditionnel des Darumbal couvre la majeure partie de la côte du Queensland central et s'étend sur une superficie d'environ 10 000 km². La zone commence à Arthur Point et Shoalwater Bay et va jusqu'à Yeppoon, elle englobe l'embouchure de la rivière Fitzroy et les îles Keppel. Les Darumbal se sont répandus depuis Keppel Bay vers l'intérieur des terres jusqu'à Boomer Range, Marlborough, Yaamba, Rockhampton et Gracemere .

## Histoire
Lors de l'arrivée des colons européens dans la région, certains Darumbal ont été tolérés au sein des communautés périphériques des nouvelles colonies, mais la plupart ont été exterminés pour laisser place au développement pastoral . D'après certaines estimations, la population des îles Keppel a été réduite de 75 à 80 % entre 1865 et 1902 . En juillet 1865, la police autochtone a tendu une embuscade et a abattu 18 aborigènes lors d'un rassemblement cérémoniel Darumbal qui se déroulait dans les environs de Rockhampton, près de la station Glenmore appartenant à Samuel Birkbeck. L’origine de cet incident était la plainte de colons voisins qui étaient inquiets de la présence d'indigènes dans leur région. Après le massacre, les cadavres ont été brulés , .

## Langue
Les ethnologues considèrent la langue darumbal comme « éteinte » . Techniquement, le Bayali était assez différent du darumbal et ne partageait, d'après l'analyse de Dixon, que 21 % de son lexique de base avec le darumbal .
Gudamulli est une salutation darumbal, qui signifie « bonjour » .
Certains mots darumbals survivent dans les noms de lieux du Queensland central. La ville de Coowonga porte le nom d'un Darumbal célèbre qui a sauvé la vie du politicien King O'Malley à la fin du XIXe siècle . La banlieue de Rockhampton nommée Nerimbera tient son nom d'un mot darumbal qui signifie « Là où les montagnes rencontrent la rivière » .

## Société
D'après l'ethnologue Norman Tindale, les Darumbal comprenaient environ 13 groupes ou bandes, bien que l'un d'entre eux ait été décrit comme appartenant au peuple Ningebal. Une branche éteinte du groupe, les Warabal, vivait peut-être au pied de la chaîne Boomer.

## Titre d'Autochtone

### Revendications
Au XXIe siècle, les Darumbal ont émis plusieurs revendications portant sur des droits fonciers et des conflits d'utilisation des terres autochtones. En 2001, une réclamation a été déposée auprès du National Native Title Tribunal  et, en 2007, 137 ha ont été remis au peuple Darumbal à Mount Wheeler . Les Darumbal ont bénéficié d'un accès limité à la zone d'entraînement militaire de Shoalwater Bay .

### Reconnaissance
Le peuple Darumbal a reçu le titre d'Autochtone du territoire  en 2016 et, en mai 2022, il a été officiellement reconnu comme gardien traditionnel d'une portion d'océan de 36 606 km2 située au large de la côte du Queensland central. Il s'agit du plus grand accord d'utilisation traditionnelle des ressources marines (TUMRA) de la Grande Barrière de corail. L'évènement a été célébré par une cérémonie traditionnelle donnée sur la plage d'Emu Park.

### Descendants reconnus
Les descendants des groupes familiaux suivants sont reconnus au titre d'Autochtone de la Nation Darumbal  :
- Kitty Mulway et Pompey de Stannage ; Yorky – [Sunflower/Meredith]
- Kate Reid et James Hector – [Garret/Hector]
- Jack Naylor (Jnr); Brothers John McPherson et Harry Bauman – [Hatfield/McPherson/Naylor/Bauman (Bowman)]
- Clara Wallace – [Mann/Wallace/Williams/Hector/Edmunds]
- Clara McKenzie – [Rutherford/Hayden]
- Maggie (Mitchell); Mary Jones; Maria McKenzie; Mundabel – [Ross/Landers/Roma/Adams/Wylie/Fitzgerald]